# Ponte Bol'šoj Konjušennyj
Il ponte Bol'šoj Konjušennyj collega le isole Kazan e la prima isola dell'Ammiragliato attraverso il fiume Moika nel distretto centrale di San Pietroburgo.

## Posizione
Collega le strade Konjušennyj e Moshkov.
La stazione della metropolitana più vicina (900 m) è Gostiny Dvor con uscita sul canale Griboedov.

## Nome

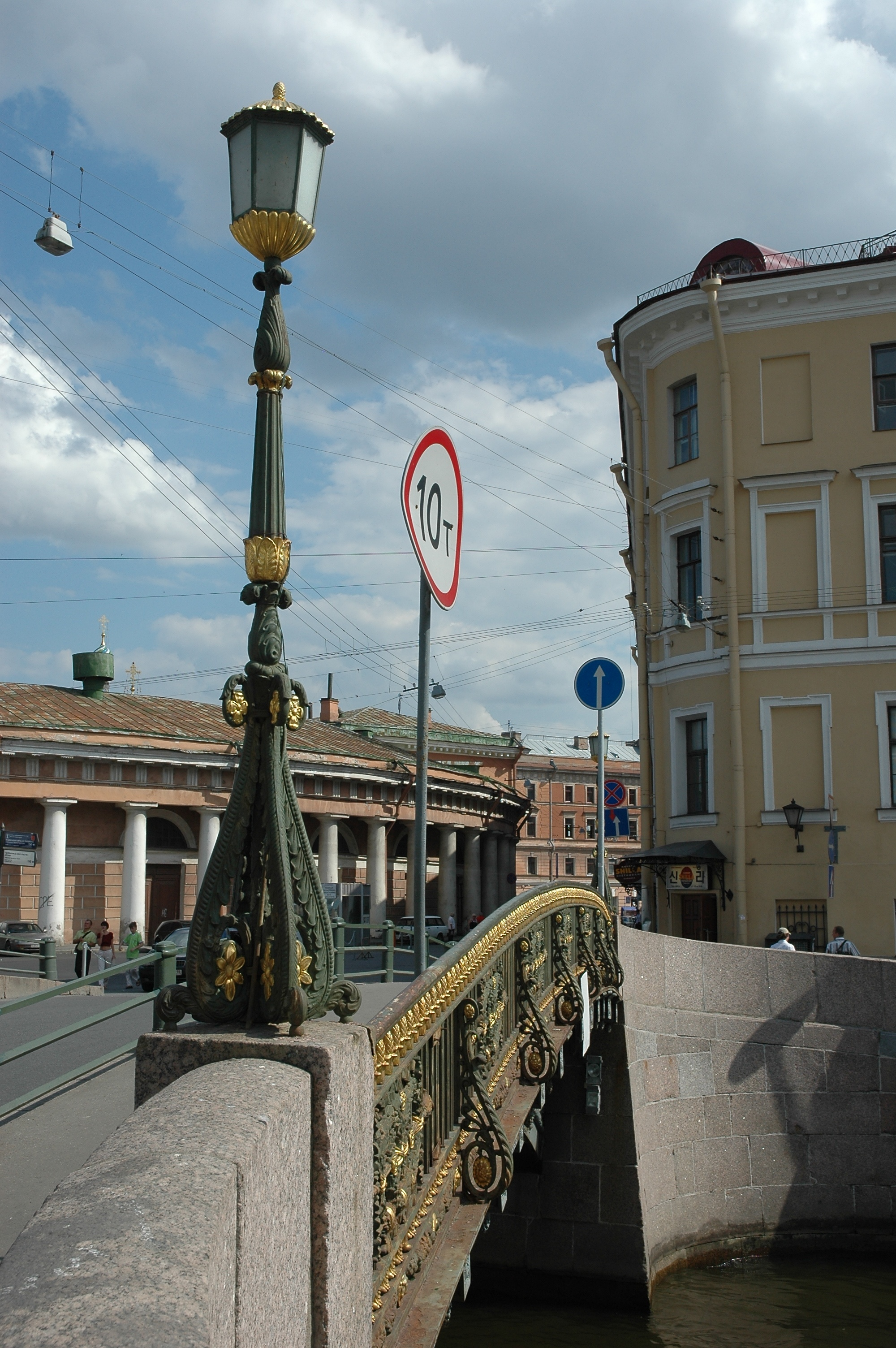
Lanterna del ponte sullo sfondo del complesso Konyushennaya

Il nome del ponte deriva dalla costruzione delle Scuderie Imperiali principali, situate sulla riva sinistra del fiume Mojka, al numero civico 4. Anche i nomi delle strade Bolshaya e Malaya Konyushenny, piazza Konyushennaya e corsia Konyushenny hanno avuto origine da questo edificio.

## Storia
Originariamente, era un ponte mobile in legno costruito da Hermann van Boles nel 1753. Il ponte era ricoperto di assi e, alla moda dell'epoca, era dipinto "simil pietra".
Nel 1828 fu sostituito da un nuovo ponte ad arco a campata unica in tubi di ghisa imbullonati tra loro. Il progetto venne realizzato dagli ingegneri E.E. Adam , V. Tretter e V.E. Geste . Il progetto era unico in quanto i tubi erano originariamente destinati alla costruzione del Ponte Malo-Konjušennyj, ma a causa dell'adozione del nuovo progetto, non erano più necessari.
Per ridurre la massa dei tubi nelle pareti laterali, su suggerimento di P.P. Bazin vennero realizzati fori ellittici. L'arco in ghisa poggia sulle spalle delle sponde, rivestite con blocchi di granito opportunamente tagliati. Alla base delle spalle sono presenti dei plinti in legno poggianti su pali.
Le facciate della campata del ponte sono decorate con lastre di ghisa con ornamenti artistici. All'ingresso del ponte sono state installate delle lanterne. Le ringhiere sono realizzate a forma di dardi spesso distanziati con rinforzo in testa costituito da ghirlande intrecciate, forate con pali a forma di lancia con punte e staffe figurate che sostengono la ringhiera. I lampioni sono rialzati sopra i parapetti in granito con piedistalli in ferro relativamente alti.
Nel 1935, a causa della deformazione dei supporti e della sovrastruttura, il ponte fu riparato secondo il progetto degli ingegneri M. E. Zhdanova e A. D. Saperstein. Sopra la volta in ghisa è stata gettata una volta di cemento armato e vennero realizzate delle recinzioni tra i  marciapiedi e la carreggiata.
Nel 1951, sotto la guida dell'architetto A.L. Rotach, è stato eseguito il restauro delle piantane con lanterne.

### Attrazioni

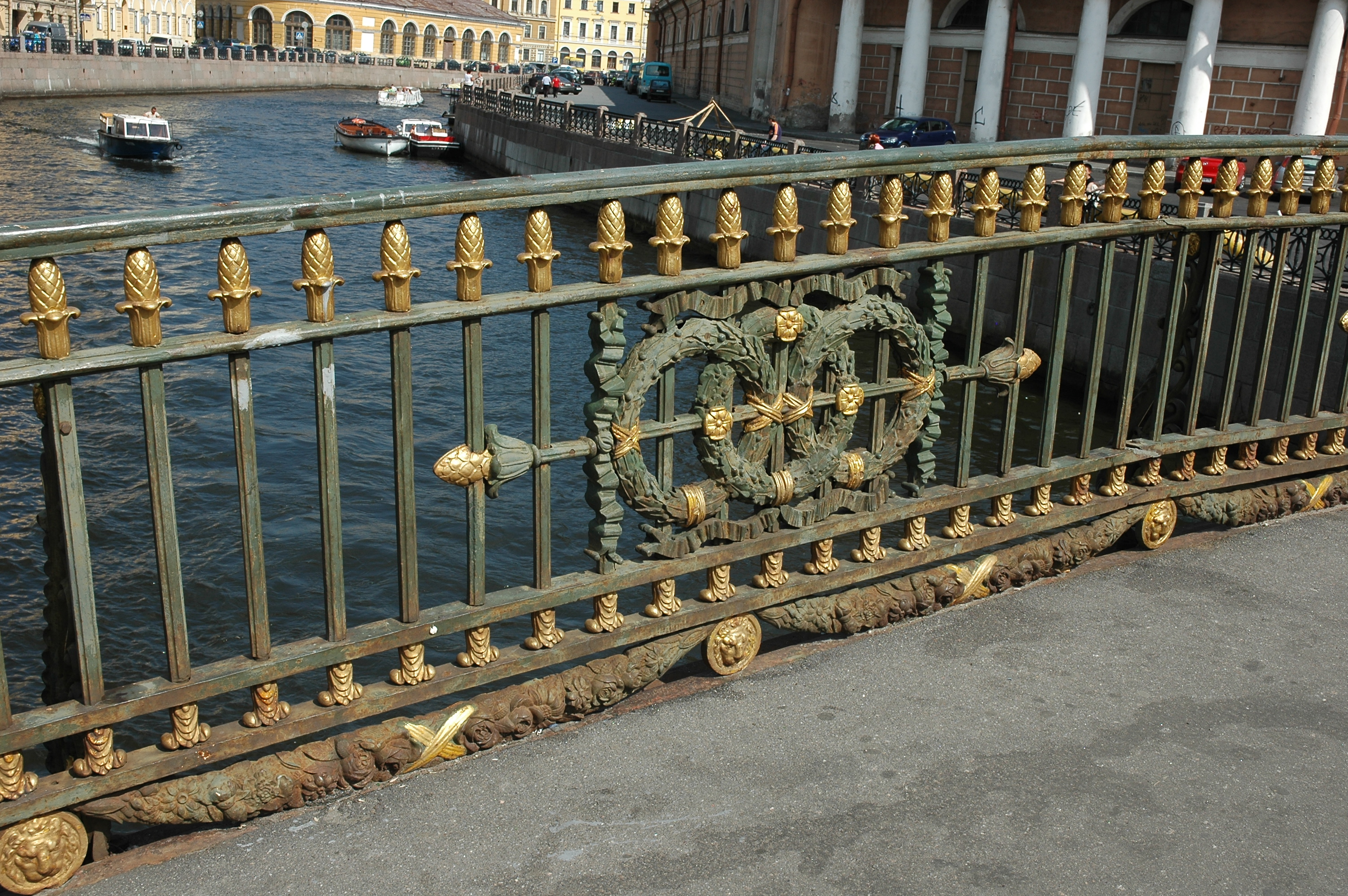
Ringhiera del ponte

- Vicino al ponte c'è la Casa museo di Puškin sul fiume Mojka.